# Алерона
Алерона (итал. Allerona) је насеље у Италији у округу Терни, региону Умбрија.
Према процени из 2011. у насељу је живело 388 становника. Насеље се налази на надморској висини од 449 м.

## Становништво
Према резултатима пописа становништва 2011. у општини је живело 1.859 становника.
| 1931. | 1936. | 1951. | 1961. | 1971. | 1981. | 1991. | 2001. | 2011. |
| ----- | ----- | ----- | ----- | ----- | ----- | ----- | ----- | ----- |
| 2.269 | 2.388 | 2.470 | 2.167 | 1.704 | 1.705 | 1.818 | 1.822 | 1.859 |